# عبدو ياغي
عبدو ياغي (4 أغسطس 1949 -) هو مغني لبناني، ذو صوت أصيل ويعد من جيل الرواد الموسيقيين في القرن العشرين.

## حياته ومسيرته
- ولد في بلدية فيطرون أعلي جبال لبنان، له أربع بنات منهم المغنية بريجيت ياغي.[1]
- انطلق من برنامج استوديو الفن سنة 1973.
- تميز بالاداء القوي، وله مجموعة أغنيات حققت الانتشار مثل «ماريا»، «ليلى يا ليلى يا بنت الناس» و«علي كاسك»، كما
- له إلى جانب الغناء مساهمات في أعمال مسرحية عدة، شارك في سلسلة أعمال مسرحية في مسرح روميو لحود مغني وممثل، ةمسرحية بنت الجبل مع أنطوان كرباج وسلوى القطريب.
- فاز بجائزة أفضل مغني في برنامج المواهب

ذا فويس سونيرو وحقق بعدها نجاحاً في مسيرته التي تعثرت بعد سنوات لظروف عدة.

## أعماله
- الدنيا نغم 1978 - فيلم
- اسمك بقلبي 1977 - مسرحية
- ياسمين 1977 - مسرحية
- الأميرة زمرد 1976 - مسرحية
- باي باي ياحلوة 1975 - فيلم
- الوادي الكبير 1974 - مسلسل